# Julien Favreau
Pour les articles homonymes, voir Favreau.
Julien Favreau, né en 17 décembre 1977 à La Rochelle, est un danseur classique français.
Il est directeur artistique du Béjart Ballet Lausanne depuis le 1er mars 2024.

## Biographie
Julien Favreau naît le 17 décembre 1977 à La Rochelle, en Nouvelle-Aquitaine. Ses parents sont charcutiers-traiteurs.
Il passe sa prime enfance à Marans, en Charente-Maritime. La famille déménage à Niort, dans les Deux-Sèvres, lorsqu'il est âgé de 4 ans. Ses parents y tiennent un commerce.
Après ses premiers pas de danse en 1984 au sein d'une petite école privée de Niort, il est formé en danse classique et danse contemporaine à l'École nationale de musique et de danse de La Rochelle, auprès de Colette Milner. Après avoir quitté le lycée, il passe plusieurs concours. Reçu au sein de l'école de Roland Petit à Marseille et de celle de Maurice Béjart à Lausanne, il décide de rejoindre cette dernière en 1994. Il entre au sein de la compagnie en 1995, à l'âge de 17 ans, avant même d'avoir fini sa formation de deux ans,. Il y devient premier soliste.
Il est nommé directeur artistique du Béjart Ballet Lausanne le 1er mars 2024, d'abord par intérim, à la suite du licenciement de Gil Roman. Il est confirmé à ce poste en juin de la même année.

## Répertoire
- Roméo dans L'amour, la danse de Maurice Béjart[9]
- L'inspecteur dans Le concours de Maurice Béjart[10]

## Prix
- 2006 : prix des étoiles du Ballet 2000, Cannes[1]
- 2012 : danseur de l'année au Premio Positano Léonide Massine (it)[11]

## Vidéographie
- Documentaire : Julien Favreau, en attendant Zarathoustra, Michel Dami, Télévision suisse romande, 2005, 45 min  [présentation en ligne]